# Rede Galega de Radios Libres e Comunitarias
La Rede Galega de Radios Libres e Comunitarias o ReGaRLiC (en español, Red Gallega de Radios Libres y Comunitarias) es una asociación (sin personalidad jurídica) de seis emisoras libres y comunitarias (sin ánimo de lucro) de Galicia (España).

## Objetivos
La ReGaRLiC se creó en 2006 con los siguientes objetivos:
- Compartir sus experiencias y mantener una comunicación fluida.
- Conseguir el reconocimiento de su labor social.
- Procurar la dignificación de sus condiciones de emisión.
- Velar por el bien común de las emisoras que componen la red.

## Proyectos
A esta red están unidas seis emisoras:
- A Kalimera[2] (107.9 FM, Santiago de Compostela).
- Cuac FM[3] (103.4 FM, La Coruña)
- Radio Clavi[4] (103.0 FM, Lugo)
- Rádio Filispim[5] (93.9 FM, Ferrol)
- Radio Piratona[6] (106.1 FM, Vigo)
- Radio Ronkudo[7] (106.1 FM, Corme, La Coruña)